# Османські рейди на узбережжя Суахілі (1586—1589)
Османські рейди на узбережжя Суахілі (1586—1589) — рейди османського корсара Мир Алі-бека, що здійснювались в 1586-1589 роках з османських баз в Червоному морі до узбережжя Суахілі у Східній Африці, що на той момент знаходилось під контролем Португальської імперії або її місцевих союзників. Мир Алі-бек зустрів підтримку з боку тубільного, переважно мусульманського населення, і його перший рейд був доволі успішним, але португальський флот, надісланий в 1589 році з Португальської Індії успішно взяв штурмом Момбасу і захопив Мир Алі-бека в полон, що дозволило португальцям відновити свій контроль над східноафриканським узбережжям.

## Рейд Мир Алі-бека (1586)
У січні 1586 року османський корсар на ім'я Мир Алі-бек відплив з араійської Мохи до Сомалійського півострову з метою нападу на португальське судноплавство в цьому регіоні. Він звернувся до османського султана із закликом підсилити військово-морські сили Османської імперії в Індійському океані, щоб вони були в змозі захистити переважно мусульманське узбережжя Суахілі від португальської експансії. Султан Мурад III послав Мир Алі разом із двома іншими кораблями, яким було поставлено завдання захищати східноафриканське узбережжя від португальців. Крім того, Мир Алі-бек переконав жителів Могадішо повстати проти португальців, і таким чином до нього приєдналося кілька місцевих суден на підтримку його починань. Жителі Барави в південному Сомалі і Фази на архіпелазі Ламу (сучасна Кенія) також оголосили про свою вірність Османській імперії, і, зрештою, у Мир Алі-бека зібрався флот з близько 15 суден. На острові Пате в архіпелазі Ламу, Мир Алі-бек захопив португальську торгову караку. В Ламу Мир Алі-бек захопив невелику галеру, що належала португальцю Роке де Бріто Фалькао, а король Ламу доставив туркам португальських біженців зі свого міста. Мир Алі-бек також заклав форт у Момбасі.
Відпливаючи назад до Мохи, Мир Алі-бек захопив у Пате ще одну португальську караку, яка щойно прибула з індійського Чаула, пообіцявши її екіпажу свободу в обмін на вантаж караки — обіцянки, яку Мир Алі-бек в підсумку не дотримав і поневолив їх. Мир Алі-бек повернувся в Моху з флотилією в складі біля 20 суден і 100 португальськими полоненими, які пізніше були викуплені.

## Португальська відповідь (1587)
Коли до Португальського Гоа дійшла новина про те, що у берегів Східній Африці перебуває османський флот, який підбурюючи африканські міста до повстання проти португальської влади та нападів на португальські кораблі, португальці швидко відреагували. У січні 1587 року португальський віце-король Дуарте де Мінезіш відправив флот з 2 галеонів, 3 галер, 13 легких галер і 650 солдатів під командуванням Мартина Афонсу де Мелу, щоб вигнати османів і відновити владу на португальській території узбережжя.
Португальці розграбували місто Фаза, яке під час рейду Мир Алі-бека перейшло на сторону османів, а з Момбаси стягли контрибуцію у розмірі 4000 крузадо в обмін на те, щоб не знищувати місто. Після того Мартин Афонсу де Мелу прибув до Малінді, чий король залишився вірним португальцям і підтвердив їх дипломатичний союз.
В решті решт, не знайшовши на узбережжі Суахілі Мир Алі-бека, португальська флот повернувся в Гоа через Сокотру і Ормуз.

## Другий рейд і битва при Момбасі (1589)

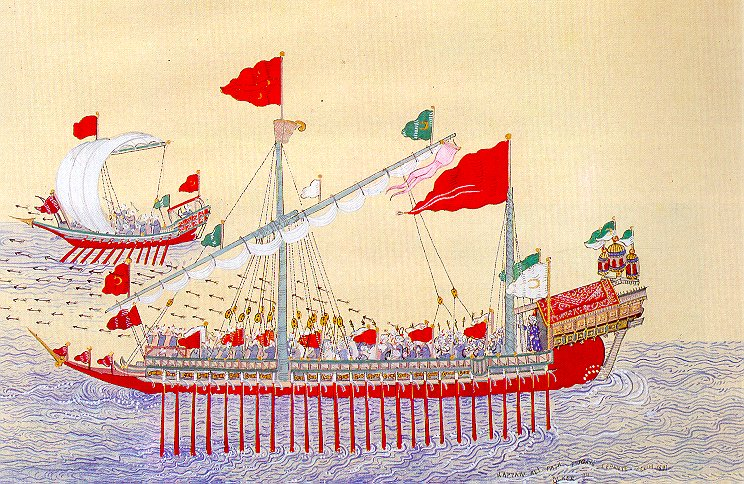
Мініатюра з зображенням османських галер

У 1589 році Мир Алі-бек повернувся до Африки з Мокко з флотом із 5 галер. Спершу зайшовши в Могадішо, надалі Мир Алі-бек зібрав велику данину з міст уздовж узбережжя Сомалійського рогу в обмін на обіцянку захисту від імені Османської імперії. Звідти він подався до Малінді, вірного васала португальців, сподіваючись розграбувати його.
Проте у Малінді з невеликими силами перебував португальський капітан східноафриканського узбережжя Матеуш Мендіш де Васконселуш, який вчасно отримав попередження про наближення Мир Алі-бека. Мережа шпигунів і інформаторів у Червоному морі повідомляла португальцям про усі турецькі переміщення, і ще навіть до того, як Мир Алі-бек встиг відплисти, Васконселуш відправив судно до Гоа, повідомивши віце-короля, що османський флот планує вийти з Червоного моря. Коли флотилія Мир Алі-беку вночі підійшла до Малінді, вона була обстріляна португальською артилерійською батареєю, і змішена була відійти до Момбаси.
Отримавши в Індії повідомлення від Васконселуша, губернатор Мануель де Соуза Коутінью відправив флотилію з 2 галеонів, 5 галер, 6 напівгалер і 6 легких галер з 900 португальськими солдатами під командуванням Томе де Соуза Коутінью. Наприкінці лютого 1589 року флот досягнув східноафриканського узбережжя і, зайшовши в Ламу, вони дізналися від посланця Матеуша Мендіша де Васконселуша, що Мир Алі-бек укріпився в Момбасі. Сам Васконселуш приєднався в Малінді до португальського флоту з однією напівгалерою та двома легкими галерами з Малінді.

### Битва при Момбасі

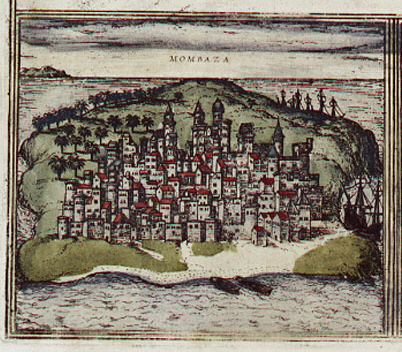
Острів і місто Момбаса в другій половині XVI століття

5 березня португальський флот досяг острова Момбаса. Щоб закрити вхід до гавані, Мир Алі-Бек збудував на узбережжі недалеко від міста невеликий форт і озброїв його артилерією. Тим не менш, португальці змогли прорватись у гавань під османським вогнем і захопити в ній три турецькі галери. Сам форт був підданий обстрілу з португальських кораблів і зіткнушись з вогнем більш потужної артилеріх, османи були змушені покинути форт. 7 березня португальці висадили 500 військових, але дізналися, що Момбаса була евакуйована, а її жителі разом з османами сховалися в сусідньому лісі.
У той час, цілком випадково, агресивне плем'я канібалів Зімба мігрувало на північ і розбило табір прямо на протилежній від Момбаси стороні затоки. Дві останні галери Мир Алі-бека завадили їм переправитися на острів. На них напали і захопили португальці. Бажаючи захопити Мир-Алі-бека і решту османів, Томе де Соуза Коутіньйо дав дозвіл Зімба переправитися через пролив на острів. Як тільки жителі Момбаси зрозуміли, що Зімба вторглися на острів, вони разом з османами Мир Алі-бека негайно кинулися на берег в надії знайти прихисток від Зімба на борту португальських кораблів. Багато потонуло, але серед людей, захоплених португальцями, був Мир Алі-бек.
24 березня португальський флот досяг Малінді, де їх тріумфально зустріли святкуваннями та тривалими гуляннями.
Після успішного захоплення Мир Алі-бека, португальцям залишалося лише відновити свій сюзеренітет над усім узбережжям за допомогою дипломатії або зброї. Король Малінді був щедро винагороджений за свою доблесну вірність португальській короні. Капітана східноафриканського узбережжя Матеуша де Васконселуша залишили в Малінді на чолі невеликої ескадри, щоб захистити місто від нападів зі сторони Зімба. Король Пемби, який залишався відданий португальцям, і був за допомоги османів скинутий місцевими повстанцями, був відновлений на своєму троні. З іншого боку, король Ламу був схоплений і публічно обезголовлений. Пейта звільнили.

## Наслідки
Без португальського втручання, влада Османської імперії над регіоном узбережжя суахілі могла б різко посилитися. Детально аналізуючи конфлікт, чеський історик Сват Соучек заперечував проти перебільшення деякими авторами можливостей Османської імперії розширити свій вплив в Індійському океані. На його думку Мир Алі-бек зумів залишитися непоміченим португальською розвідувальною мережею лише через малу кількість його флоту. який на початку складався з єдиної галери. Як тільки сили османів збільшились і потрапили в пое зору розвідників, було швидко відправлено португальський військовий флот, який нейтралізував загрозу.
Мир Алі-бек потрапив у полон, але до нього поставились з гідністю і відправили на зустріч з португальським віце-королем Індії Мануелем де Соуза Коутінью. Пізніше його перевезли до Португалії, де він прийняв християнство.
Узбережжя суахілі залишалося в межах португальської сфери впливу до кінця XVII століття.